# Таухид
Таухи́д (араб. توحيد‎ —  единобожие, монотеизм‎) — исламский догмат о единственности и единстве Аллаха. Таухид является основным, фундаментальным догматом ислама, которое означает, прежде всего, отрицание политеизма (ширк), выражающееся в формуле «Нет иного божества, кроме Аллаха». Слово «таухид» происходит от глагола ваххада, что означает «делать что-либо единым», «считать что-либо единственным».
На уровне спекулятивной теологии проблема таухида решалась в плане объяснения соотношения сущности (зат) Аллаха и его атрибутов (сифат), творца и его творений.

## Понятие
Суть Единобожия в исламе заключается не только в Единственности, но также и в определении. Аллах ничем не ограничен, и Он Самодостаточный. Имам Насафи говорит: «Аллах не является органом (джисм), атомом (джаухар), при этом, Он не образуется из чего-то (мусаввар), ничем не ограничен (махдуд), не исчисляем (маъдуд), ни делится на части (мутараккаб) и при этом Он не имеет конца. Он не описывается качеством или количеством, не занимает места в пространстве, не подвержен времени. Ничто не подобно Ему”. Имам ат-Тахави пишет в своей знаменитой работе «Акыда ат-Тахави»: «Тот, кто описывает Аллаха смыслами из смыслов творений, становится неверующим». Мулла Али аль-Кари говорит в своём комментарии на Аль-Фикх аль-Акбар Абу Ханифы: «Мы не в состоянии понять Всевышнего Аллаха. Что бы мы не вообразили в своём уме, Аллах отличен от этого, поскольку сказано «Но они не могут охватить Его своим знанием»» (Мина ар-Рауд аль-Азхар фи шарх аль-Фикх аль-Акбар», с. 117).
Таухид означает признание того, что Аллах является единственным Творцом — Господом всего сущего. Он обладает прекрасными именами и совершенными качествами. Наиболее полно и ясно раскрывают сущность доктрины единобожия мекканские суры Корана, в частности сура «аль-Ихляс».
Основным принципом таухида является утверждение того, что существует только один Бог-Творец, сотворивший всё сущее бытие. Он вечен и управляет всеми процессами во вселенной. Всё нуждается в Нём, а Он не нуждается ни в чём и ни в ком. Доктрина таухида отвергает христианскую Троицу. Таухид отвергает утверждения о том, что якобы у Бога могут быть сыновья или дочери. Таухид отвергает утверждения иудеев о том, что Творец благоволит только одному избранному народу.
Важной частью доктрины таухида является необходимость поклонения только лишь Аллаху. Актами служения являются не только конкретные религиозные обряды, но и вся жизнь, все поступки человека. Люди должны в точности исполнять все повеления Аллаха и совершать только разрешённое и воздерживаться от совершения запрещённого Им.

## Представления о Боге
Аллаху присущи атрибуты, которые не являются чем-то отличным от Его сущности. Он имеет различные имена (аль-асмаъ аль-хусна), носящие атрибутивный характер. В обязанности мусульманина входит вера во все имена и качества Аллаха, упомянутые в Коране и достоверных хадисах. Эти имена и качества необходимо понимать так, как они описаны в священных текстах (нусус шаръийя), не уподобляя (ташбих) их именам и качествам творений и не отказываясь от их истинного значения.
Аллах обладает абсолютной силой, властью и могуществом и может создавать различные формы живой и неживой природы и уничтожать их. Всё, что происходит в этом мире, имеет глубокий смысл и все построено по изначальному плану Творца. Ему также принадлежат законодательные функции. Всевышний Аллах управляет всеми процессами в мире, благодаря чему Его творения обладают способностью к жизнедеятельности и обеспечиваются необходимыми для этого средствами (ризк).
Аллах милостив и справедлив к Своим творениям. Он не желает зла для своих творений. Те, кто поступает несправедливо, будут держать ответ перед Аллахом в день Страшного суда и понесут справедливое наказание.

## Понимание таухида в различных течениях

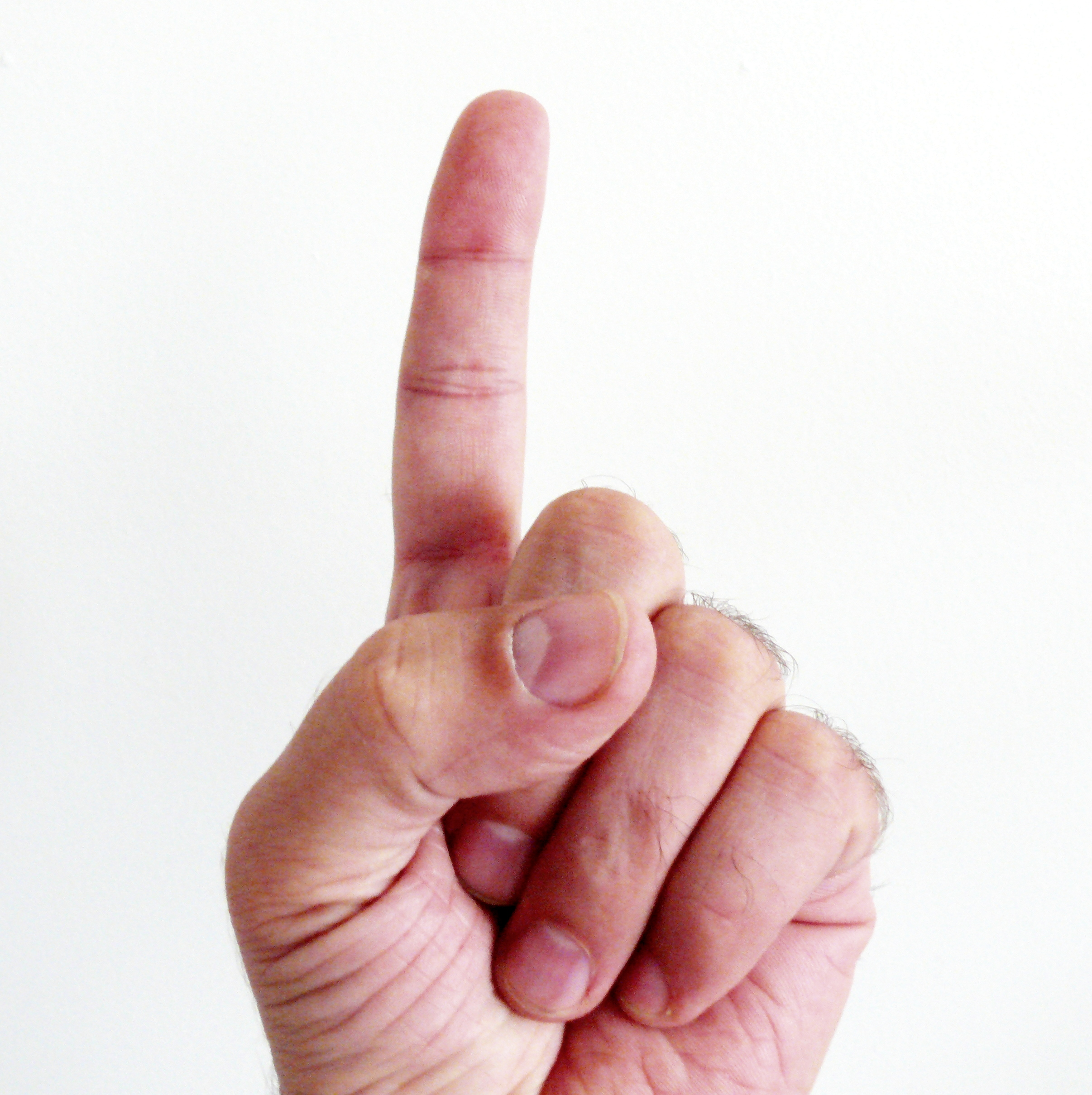
Один поднятый указательный палец имеет несколько значений. Многие мусульмане рассматривают его как символ таухида

Принципы доктрины единобожия были подробно изучены и систематизированы мусульманскими богословами.
Мутазилитская теология включала в понятие таухида отрицание отличных от сущности Аллаха и вечных его атрибутов.
Ашариты и сифатиты толковали таухид как признание единственности Аллаха в отношении его сущности (вахид фи затихи ля шарика лах), его вечных атрибутов (вахид фи сифатихи аль-азалия ля назира лах) и его действий (вахид фи афъалихи ля шарика лах).
Ханбалиты, в частности Ибн Таймия включали в понятие таухид признание только за Аллахом божественной природы (таухид аль-улюхия); признание его единственным Творцом и путеводителем (таухид ар-рубубия); и полную самоотдачу человека Аллаху (таухид аль-ъубудия).
Понимание таухида в суфизме сводилось к отрицанию многобожия и считалось достоянием рядовых верующих (таухид аль-ъамма). Суфии выделяли три главные формы таухида:
- растворение человеческой воли в божественной (таухид иради);
- самоуничтожение (фанаъ) человека в его бытии (таухид шухуди);
- постижение того, что нет ничего сущего, кроме Аллаха (таухид вуджуди).

Последняя форма таухида была свойственна учению Ибн Араби, которое позже стали квалифицировать как учение о «единстве бытия» (вахдат аль-вуджуд).